# ヤマナカ
株式会社ヤマナカは、愛知県名古屋市中村区に本社を置く企業。同県を地盤として岐阜県・三重県にスーパーマーケットを展開する。名古屋証券取引所メイン市場単独上場銘柄である。
生鮮食料品に強みを持ち、名古屋市を中心とする地域にドミナント出店する地域密着型の展開をしている。
初期の出店は名古屋市を中心とする愛知県西部の尾張地区への出店が主体であったが、1976年（昭和51年）4月19日に「S.C.アイリス」に出店して三重県に進出し、1979年（昭和54年）5月21日に豊橋市に本拠を置くマルイと合併して東三河と静岡県西部へも進出したほか、2001年（平成13年）11月9日に岐阜フランテ館を開店し、隣接する岐阜県にも進出した。
不採算店舗を閉店させる一方、高級スーパー「フランテ」を設立し随時出店するなど、引き続き地域密着型の経営を行っている。

## 概要
愛知郡鳴海町（現・名古屋市緑区鳴海町）出身の中野富七が、奉公先「カネ平」から独立して1922年（大正11年）2月7日に名古屋市中区正木町で「カネ平支店・中野商店」として食品店を開いたのが始まりである。
この創業当初から卸売市場での買参権を持っていたことを活かして卸値で小売りを行っていたとされる。
順調に業容を拡大したことから、1926年（大正15年）に「山中・中野商店」へ屋号を変更して名実ともに独立した。
1935年（昭和10年）2月20日に名古屋市中区正木町233番地で資本金1万1000円で「合資会社 山中中野商店」を設立して法人化したが、1936年（昭和11年）8月20日に解散した。
昭和10年代には、鱒のみりん漬け加工を開始したが、戦時体制下で材料の入手が困難となったことから、この食品加工事業は大きく発展せずに終えることになった。
1941年（昭和16年）には横堀町に初の支店を開設した。
第2次世界大戦中は食料品の小売り事業がほとんど行えなくなったことから、配給業務に携わることになった。
戦後は配給の傍ら、骨董品などの販売も行った。
1947年（昭和22年）に乾物や果物などの食料品の販売を再開し、1948年（昭和23年）に野菜の販売も再開した。
1951年（昭和26年）3月に合資会社ヤマナカ商店を設立して改めて法人化し、1952年（昭和27年）7月10日に売場面積132m2の名古屋市で初の総合食料品店を開業した。
この総合食料品店化に際して、当時の地元で当時高いブランド力を持ち、テリトリー制をとっていた敷島製パンの特約店となり、販売品目に加えることに成功した。
1955年（昭和30年）に精肉部門を開設し、1957年（昭和32年）7月1日に資本金200万円で株式会社ヤマナカに改組し、同年にセルフセクション方式を導入した店舗へと改装した。
また、同年9月に御座候の指導を受けて今川焼きの「東海道」の販売を開始した。
1960年（昭和35年）12月3日に「ヤマナカフードセンター」としてセルフサービス方式を導入して名古屋市内初のスーパーマーケットを開業した。
1962年（昭和37年）3月24日に2号店の庄内店を開設してスーパーマーケットのチェーン展開を開始し、1963年（昭和38年）4月25日に春日井市鳥居松に春日井店を開設して名古屋市外へ初めて出店した。
1965年（昭和40年）2月1日に岡田屋（後のジャスコ）共にたつきビルの地下に開店し、ショッピングセンターへ初めて出店した。
1968年（昭和43年）10月10日にヤマナカが初めてデベロッパーとなったネイバーショッピングセンターとして（初代）小幡店を開設した。
その後、デベロッパーとなったショッピングセンターの出店を進めていった。
岡崎市のたつきビルに招聘されて出店する際に岡田屋（後のジャスコ）と一緒になり、1969年（昭和44年）8月7日にジャスコと業務提携をし、店舗開発や仕入れなど幅広い業務を共同で行うこととなった。
1970年（昭和45年）6月6日に「一号館」・「かぎや商店」・「川口屋スーパーチェーン」・「サワムラヤ」・「マルイ」と共に「中部スーパーマーケット本部（メザック）」を設立し、当社内に本部を置いて食料品の共同仕入・出店調整・人材育成などを行うスーパーマーケットグループを結成した。
さらに、同年10月26日「中部スーパーマーケット本部（メザック）」と「首都圏スーパーマーケット連邦」・「ユニオン」・「八百半デパート」・「ベニマル」共に「日本スーパーマーケット連合」として当時の日本で最大のスーパーマーケットグループを結成した。
1971年（昭和46年）10月に西尾市の「サンエー」を吸収合併した。
1973年（昭和48年）2月12日に名古屋市千種区内山町3-9の千種ステーションビルに本部を移転した。
1974年（昭和49年）8月に自由が丘店で夜間営業を開始した。
1979年（昭和54年）8月にジャスコとの業務提携を解消した。
1979年（昭和54年）5月21日に東三河と静岡県西部に13店舗を展開していた豊橋市の「マルイ」と合併した。
1989年（平成元年）にいせや（後のカインズ）と業務提携をし、カインズのフランチャイズ第1号となり、1991年（平成3年）5月に「カインズホーム」1号店の春日井西店を開店した。
また、1991年（平成3年）4月12日に大型食品スーパーに衣料品売り場や専門店などを併設したアップスケール型の新型ネイバーフッドショッピングセンター「アルテ」1号店として「アルテ岡崎北店」を開店した。
1997年（平成9年）11月21日に「フランテ」1号店として「八事フランテ」を開店した。
リーマンショックによる経済状況の変化に対応するため、チラシを廃止して従来より約20%安くする常時低価格（EDLP）を実現するディスカウント店の1号店として「ザ・チャレンジハウス太平通店」を2009年（平成21年）7月4日に開業した。しかし2021年に同業態から撤退することを発表した。
2010年（平成22年）11月には新ポイントカードのグラッチェカードを導入し、2011年（平成23年）2月には名古屋市港区のしおなぎ生鮮加工センターを稼動させるなど、顧客の囲い込みや経費節減を見据えた戦略も並行して進めている。

## 沿革
- 1922年（大正11年）2月7日 - 中野富七が名古屋市中区正木町で「カネ平支店・中野商店」として食品店を創業[8]。
- 1926年（大正15年） - 「山中・中野商店」へ屋号を変更して名実ともに独立[8]。
- 1935年（昭和10年）2月20日 - 名古屋市中区正木町233番地で資本金1万1000円で「合資会社 山中中野商店」を設立して法人化[11]。
- 1936年（昭和11年）8月20日 - 「合資会社 山中中野商店」を解散[12]。
- 1941年（昭和16年） - 中村区(当時、現在は中川区)横堀町に初の支店を開設[13]。
- 1947年（昭和22年） - 乾物や果物などの食料品の販売を再開[16]。
- 1948年（昭和23年） - 野菜の販売を再開[16]。
- 1951年（昭和26年）3月 - 合資会社ヤマナカ商店を設立して法人化[17][広報 1]。
- 1957年（昭和32年）
  - 7月 - 株式会社ヤマナカを設立[広報 1]。
  - この年、セルフセクション方式へと店舗を改装[21][49]。
- 1960年（昭和35年）12月3日 - セルフ方式導入により、中部地方初の本格的なスーパーマーケットを開店[21][49]。
- 1962年（昭和37年）3月24日 - ヤマナカフードセンターの2号店として、庄内店が名古屋市西区庄内通に開業する[21][49]。
- 1972年（昭和47年）10月31日 - 「全ヤマナカ労働連合組合」設立[広報 4]。
- 1973年（昭和48年）2月12日 - 名古屋市千種区内山町3-9の千種ステーションビルに本部を移転[36]。
- 1978年（昭和53年）5月 - 日配品製造子会社として「サンデイリー」を設立[広報 3]。
- 1979年（昭和54年）
  - 5月21日 - マルイと合併[7]。
  - 12月 - 外食子会社として「リトルクック株式会社」を設立[広報 5]。
- 1981年（昭和56年）2月16日 - 名古屋証券取引所第二部に上場[2]。
- 1984年（昭和59年）11月 - 衣料品部門「エスポ」を開設[広報 3][広報 1]。
- 1985年（昭和60年）7月 - 生花園芸用品販売子会社として「アイビー」を設立[広報 3]。
- 1985年（昭和60年）10月 - POSシステムを導入。[要出典]
- 1986年（昭和61年）5月 - 店舗作業システムを導入。[要出典]
- 1989年（平成元年）7月 - 商品サービスセンターを開設[広報 6]。
- 1991年（平成3年）4月12日[43] - 「アルテ」1号店として「アルテ岡崎北店」を開店[44]。
- 1992年（平成4年）1月 - 「株式会社新乳館」を設立[広報 6]。
- 1993年（平成5年）5月 - 豊川商品サービスセンターを開設[50]。
- 1994年（平成6年）2月 - 名古屋プロセスセンターを開設[広報 6]。
- 1995年（平成7年）
  - 8月 - ヤマナカメンテナンス株式会社を設立[広報 6]。
- 1996年（平成8年）
  - 11月 - 直営ドラッグストア「ハーブ」1号店を開店[51]。
  - ホームセンター事業を開始。[要出典]
- 1997年（平成9年）11月21日 - 「フランテ」1号店（八事フランテ）を名古屋市天白区に開店[45]。
- 1999年（平成11年）4月1日 - 西三河商品サービスセンターを開設[52]。
- 2001年（平成13年）11月9日 - 岐阜フランテ館を開店し[9]、岐阜県内に初出店[広報 3]。
- 2003年（平成15年）9月 - デリカ事業を分離して現物出資し、「リトルクック株式会社」を「株式会社健康デリカ」に商号を変更[広報 5]。
- 2005年（平成17年）5月 - 大府東海物流センターを開設[広報 3]。これに伴い豊川商品サービスセンターを閉鎖。[要出典]
- 2007年（平成19年）
  - ヤマナカFranteカードの発行を開始する。[要出典]
  - 11月 - ヤマナカ忠節フランテ館が開業する[53]。
- 2009年（平成21年）
  - 4月 - 大府東海物流センター内に農産棟を開設[広報 7]。
  - 7月4日 - ザ・チャレンジハウス1号店（太平通店）を名古屋市中川区に開店する[46]。
  - 9月21日 - 「株式会社新乳館」の乳製品製造事業を「サンデイリー株式会社」に移管[広報 7]。
- 2010年（平成22年）
  - 4月 - ヤマナカ冷凍物流センターの稼働を開始[広報 8]。
  - 9月 - ヤマナカメンテナンス株式会社がアスティ・スポーツ株式会社を吸収合併し、プレミアムサポート株式会社に商号を変更[広報 8][広報 1]。
  - 11月 - チャレンジハウスを除く全店舗にグラッチェカードを導入[48]。
- 2011年（平成23年）
  - 2月 - 名古屋市港区のしおなぎ生鮮加工センターが稼動を開始する[48]。
  - 9月21日 - 株式会社健康デリカを吸収合併[広報 9]。
- 2012年（平成24年）1月27日 - 当期連結決算が赤字となることなどを受け、店舗業態の再編や希望退職者募集などの経営刷新策を発表する[54]。
- 2013年（平成25年）
  - 6月9日 - 春日井西店がチャレンジハウスとして初めての閉店を実施。[要出典]
- 2015年（平成27年）
  - 9月10日 - サンデイリー株式会社の株式を追加取得し、完全子会社化[広報 10]。
- 2018年（平成30年）5月 - 「西枇フランテ館」を拠点として「移動スーパー わいわい号」の名称で移動販売を開始[広報 11]。
- 2021年（令和3年）
  - 8月29日 - ザ・チャレンジハウス江南店の閉店により、「ザ・チャレンジハウス」の店舗が消滅。[要出典]
- 2022年（令和4年）
  - 2月1日[要出典] - 本社を名古屋市中村区の八田フランテ館2階へ移転[広報 12]。
  - 3月 - ヤマナカ公式アプリの運用を開始[広報 12]。

## ギャラリー
- 八事フランテ（名古屋市天白区）
- ヤマナカつるまい店（名古屋市中区）
- アンディヤマナカ新安城店（安城市）
- ヤマナカ汐田フランテ館（豊橋市）

## 店舗ブランド

### ヤマナカ
300坪から450坪の売り場面積を持つ食品スーパー。

### アルテ
食料品売場の他、衣料品売場や専門店を併設する大型のスーパー（GMS）。

### フランテ館
ヤマナカとフランテの中間的存在の食品スーパー。高質・こだわり商品も多く取り揃える。
なお、「フランテ」と「フランテ館」は品揃えが多少異なる。

### フランテ
フランテ（Frante）は、上質商品を揃えた高級食品スーパー。標準の売り場面積は450坪である。語源はフランス語のFrais（最新の・新鮮な）とEnchante（はじめまして）を合わせた造語で、新しい出会いと新しい発見という意味を込めている。

### フランテ ロゼ
フランテ ロゼ（Frante rosée）は、通常のフランテよりランクを高くした新業態で、コンセプトは「潤いとおいしさを提供するお店」。1号店は覚王山で、現在は他に八事、白壁もあり、合計3店舗を置いている。大型、中型などの区別はない。なお、「ロゼ」とはフランス語で「水滴」を表す「rosée」のことである。

### 過去の店舗ブランド

#### ザ・チャレンジハウス
チラシを廃止して従来より約20%安くする常時低価格（EDLP）を実現するディスカウント型の店舗。
2021年7月に撤退の方針が示され、最後まで残った江南店が2021年8月29日に閉店となったため消滅した。

## 社会貢献活動

### 食育
2005年（平成17年）からファイブ・ア・デイ協会に加盟し、栄養士による栄養相談や食事バランスガイドなどの食育活動を行っている。

### おかえりやさい
環境保護の一環として名古屋市内の店舗や施設から出る生ごみを堆肥化し、それを用いて栽培した野菜のブランドで2009年（平成21年）から名古屋市内の一部の店舗で発売している。

## 業界活動

### 日本チェーンストア協会
中野富彦が中部支部長や食品衛生委員長、常務理事を歴任した後副会長兼組織委員長のまま死去した。

### オール日本スーパーマーケット協会
加盟企業の中ではサミットや関西スーパーマーケット、とりせんと並ぶ売上高上位であるため、同協会では無投票で役員を務めることになっている。

### 睦（むつみ）会
ニッショーの堀内彦仁社長の紹介で「5社会」として発足したスーパーの勉強会で、サミットとニッショーの他、ヤマザワや千葉薬品が参加していた。

## 経営者
前社長の中野富彦の長男中野義久が、先代社長の急死後に社長に就任。
同時に会長に就任した小出長徳は、1961年（昭和36年）1月に中野家の長女との婚姻とともに入社した創業家の一員である。
2010年（平成22年）3月21日付で代表取締役会長を退任し、取締役相談役になった。

## 事業所
- ヤマナカ本部（名古屋市中村区）
- 大府東海物流センター（東海市）
- しおなぎ生鮮加工センター（名古屋市港区） - 精肉や鮮魚の加工を行なう[48]。
- ヤマナカ冷凍物流センター（名古屋市港区）

## 店舗
総店舗数61店のうち、大半の57店を愛知県内に出店している。なお、岐阜県には2店舗、三重県には1店舗出店している。

### かつて存在していた店舗

#### 愛知県

##### 名古屋市

###### 中区
- （初代）正木店（中区正木町[73]、1922年（大正11年）開店[73]）

売場面積14m2
食料品店として開業した当社の創業店舗。
- （2代目）正木店（中区正木町1-74[74]、1960年（昭和35年）7月10日開店[13]）

売場面積132m2 → 260m2
名古屋市内初の総合食料品店として開業し、1960年（昭和35年）12月3日にセルフサービス式を導入して名古屋市内初のスーパーマーケットとなった。
- 名物東海道大須店[75]（中区大須3-30-99[76]（旧・裏門前町[74]）・大須新天地通[75]）

製餡事業の売店。

###### 中村区
- 名物東海道大門店（中村区太閤通5-14[75]）

製餡事業の売店。

###### 西区
- 庄内店（西区鳥見町2-45[77]、1962年（昭和37年）3月24日開店[21][74]）

売場面積230m2
当社のスーパーマーケット2号店として開店した。
- 名西店（西区香呑町6丁目56番地[79]-1970年（昭和45年）11月20日開店[80]-2005年（平成17年）6月20日閉店[81]）

敷地面積約22,224m2、鉄筋コンクリート造地下1階地上5階建て塔屋1階、延べ床面積約42,500m2、店舗面積約24,207m2（当社売場面積約1,775m2）、駐車台数約800台。
ダイヤモンドシティがデベロッパーとなった「ダイヤモンドシティ名西」にジャスコ名西店（約10,758m2）と共に核店舗として出店していた。
当施設の跡地にイオンタウン名西が建てられた。

###### 北区
- 長田店（北区水切町5-84[82]、1966年（昭和41年）11月5日開店[82]）

売場面積660m2
- 平安店（2002年（平成14年）10月19日開店[83]） - 2011年（平成23年）4月23日にザ・チャレンジハウス平安へ業態転換[84]。

###### 守山区
- 守山店（守山区大字廿軒家長栄18[82]、1968年（昭和43年）4月26日開店[82]）

売場面積594m2
- （初代）小幡店（守山区大字小幡東島前34[25]、1968年（昭和43年）10月10日開店[25]）

売場面積825m2
ヤマナカ初のネイバーショッピングセンターとして開設した。
- （2代目）小幡店（2000年（平成12年）11月10日開店[85] - 2012年（平成24年）9月2日[要出典]閉店[広報 16]）

跡地に元町珈琲守山小幡の離れ、カーブス名鉄小幡駅前、とろろ屋小幡店がオープンした。
- 四軒家店（守山区白山1-101[86]、1977年（昭和52年）9月開店[87] - 2015年（平成27年）5月10日閉店）

売場面積1,551m2
2015年（平成27年）11月14日に四軒家フランテへ業態変更しオープン。

###### 千種区
- 自由ケ丘店（千種区富士見台8-3[82]、1969年（昭和44年）4月27日開店[82]）

売場面積759m2現在は富士見台フランテ
- 千代ヶ丘店（1980年（昭和55年）3月20日開店[88]）

「猪子石土地区画整理組合」の造成地の一角に、名古屋コミュタスが開発した3階建てのショッピングセンターの核店舗として1階部分に出店。
現在はアオキスーパー

###### 名東区
- 猪子石店（名東区猪子石南久留里46[90]、1975年（昭和50年）4月26日[91] - ?）

敷地面積約7,990m2、ショッピングセンター売場面積3,660m2、駐車台数約150台。
ボーリング場を改装した「猪子石ショッピングセンター」にあかのれんと共に核店舗として出店していた。
1987年（昭和62年）11月25日に「アスティ開発」がデベロッパーとなった「猪子石ライフタウン アスティ」（千種区京命1-1-32）にあかのれんアスティ店（約2,960m2）と共に核店舗としてヤマナカアスティ店（約2,060m2）を出店した。

###### 昭和区
- 曙店（昭和区阿由知通2-14[25]、1967年（昭和42年）4月27日開店[25] - 2011年（平成23年）4月3日閉店）

売場面積528m2
現在はマンションに建て替えられた

###### 瑞穂区
- 堀田店（瑞穂区惣作町2-4-1[93]、1980年（昭和55年）6月開店[87]）

売場面積800m2。
堀田本町商店街の一角にある「名古屋ショッピングセンター跡に出店。
現在はフィール堀田店
- （初代）瑞穂店（瑞穂区瑞穂通1-8[95]、1975年（昭和50年）12月開店[87]）

売場面積260m2 → 396m2。

###### 南区
- 内田橋店（南区南陽通1-26[96]、1972年（昭和47年）10月開店[97]）

売場面積841m2
あかのれんとの共同出店。

###### 緑区
- 鳴子店（緑区鳴子町3-6[99][82]、1969年（昭和44年）12月9日開店[99][100]）

売場面積1,848m2
当社が開発したショッピングセンターにジャスコが出店。
（現在は宝マンション）
- 鳴海店（名古屋市緑区潮見が丘1-80[95]、1979年（昭和54年）閉店[102]）
- アルテ白土店（名古屋市緑区鳴海町字白土[103]）

売場面積1,911m2
上新電機なども出店する近隣郊外型ショッピングセンター（敷地面積18,545m2、延床面積9,160m2、売場面積7,886m2）として開設した。
白土フランテ館へ業態転換。

###### 中川区
- 横堀町（中川区横堀町[13]、1941年（昭和16年）開店[13]）

当社初の支店として開設した。
- アルテ太平通（中川区八家町3-28[104]、1998年（平成10年）4月15日開店[105] - 2009年（平成21年）6月30日閉店）

ホームセンター「コアラ太平通店」を併設、2009年（平成21年）7月4日にザ・チャレンジハウス太平通へ業態転換。
2021年（平成23年）7月16日にグラッチェタウンの核店舗としてヤマナカ太平通店として新装開店。
- 富船店（中川区富船町3-1-18[107]、2003年（平成15年）3月[107] - 2008年（平成20年）8月6日閉店）

売場面積1,297m2
現在はゲンキー富船店
- （初代）中島店（中川区昭和橋通5-36[96]、1972年（昭和47年）4月開店[97] - 2003年（平成15年）2月閉店[108]）

売場面積710m2
- （2代目）中島店（2003年（平成15年）開店[108] - 2006年（平成18年）9月10日[要出典]閉店[広報 18]）

初代店舗が道路拡幅に伴って閉店したため、全面的に建て替えられて開設された。
- アルテ新中島（1991年（平成3年）11月29日開店[109]）

敷地面積約8,135m2、延べ床面積約16,305m2、駐車台数約700台。
2006年（平成18年）9月23日に「新中島フランテ館」へ業態転換。
2022年（平成24年）3月4日にヤマナカ新中島店として新装開店。

###### 港区
- （初代）当知店（港区当知町3-8[95]、1976年（昭和51年）11月開店[87]）

売場面積691m2。
京屋との共同出店
2019年（平成31年）3月15日に「みなと当知店」を開店した。
- 木場店（港区木場町8-51[113]、2006年（平成18年）9月開店[広報 19] - 2018年（平成30年）9月閉店[広報 11]）

パレから譲受して開店し、チャレンジハウス木場店に業態転換したが閉店となった。

##### 尾張地区

###### 春日井市
- 春日井店（春日井市鳥居松町6-48[25]、1970年（昭和45年）4月25日開店[25]）

売場面積528m2
当社のスーパーマーケット3号店で、名古屋市外進出1号店として出店した。現在の東濃信用金庫春日井支店の場所。2012年5月に旧春日井店が存在した場所から50メートル離れた旧春日井警察署跡地に鳥居松店を再出店している。
- （初代）勝川店（春日井市八光町1-28[114]、1964年（昭和39年）4月4日開店[74] - 2007年（平成19年）2月18日[要出典]閉店[広報 18]）

売場面積420m2
当社のスーパーマーケット4号店として開店した。
建替えて、2007年（平成19年）10月5日に勝川フランテとして開業した。
- 春日井西店 → ザ・チャレンジハウス春日井西店（春日井市如意申町4丁目5-3[116]、1985年（昭和60年）8月開店[116] - 2013年（平成25年）6月9日[要出典]閉店[広報 21]）

売場面積2,000m2。
跡地にビー・アンド・ディー宮町店、オンセブンデイズ如意申店がオープンした。
- ヤマナカホームセンター春日井西店（春日井市宮町1丁目1-3、1991年（平成3年）5月開店[42] - 2003年（平成15年）10月閉店）

売場面積1,200m2。
跡地に平和堂春日井宮町店がオープンした。
- （初代）味美店（春日井市味美白山町1丁目3-2[118]、1972年（昭和47年）4月開店[118]）

売場面積1,469m2。
- （2代目）味美店（2000年（平成12年）11月23日開店[119] - 2010年（平成22年）10月25日閉店）

2010年（平成22年）10月30日にザ・チャレンジハウス味美へ業態転換したが、2016年（平成28年）5月にザ・チャレンジハウスから再び標準業態店舗のヤマナカ味美店に業態転換した。
- 高蔵寺店（春日井市高蔵寺町2-31[121]、1973年（昭和48年）11月開店[87]）

売場面積948m2。
アオヤマとの共同出店

###### 瀬戸市・尾張旭市
- 瀬戸店（瀬戸市幸町2-3[99]、1970年（昭和45年）4月1日開店[99]）

売場面積792m2
ジャスコ瀬戸店の食品売り場として出店。※ 現存するイオン瀬戸みずの店とは異なる
- 共栄店（1978年（昭和53年）11月開店[87] - 2010年（平成22年）9月14日閉店[要出典]）

売場面積1,080m2
2010年（平成22年）9月18日にザ・チャレンジハウス共栄へ業態転換したが、2016年（平成28年）10月にザ・チャレンジハウスから再び標準業態店舗のヤマナカ共栄店に業態転換した。
- ライフタウン三郷店（尾張旭市三郷字中井田80[100][26]、1969年（昭和44年）11月26日[100][26] - 2010年（平成22年）10月5日閉店）

売場面積1,072m2
ヤマナカ三郷ショッピングセンターとして開業、2010年（平成22年）10月9日にザ・チャレンジハウス三郷へ業態転換したが、2016年（平成28年）10月にザ・チャレンジハウスから再び標準業態店舗のヤマナカ三郷店に業態転換した。2022年12月31日閉店。現在はカネスエ中井田店。

###### 清須市
- （初代）西枇杷島店（西枇杷島町弁天町1-4[123][124]、1976年（昭和51年）8月26日開店[123]）

敷地面積約11,876m2、鉄筋コンクリート造1階建て、延べ床面積約5,486m2、売場面積約3,773m2（当社売場面積約1,470m2）、駐車台数約300台。
明電舎が運営していたメイデンボウル跡の建物を活用して当社がデベロッパーとなった「西枇杷島ショッピングセンター」に核店舗として出店していた。
当初は本由（約1,877m2）と共に核店舗となっていたが、義津屋（約1,409m2）と共に核店舗となった。
1997年（平成9年）7月18日に西枇杷島町押花町5にアルテ西枇杷島店が開店し、2007年（平成19年）5月にヤマナカ西枇フランテ館へ業態転換。

###### 尾張北部地区
- 一宮西店（一宮市大和町毛受字辻畑5-1[127]、1994年（平成6年）4月22日開店[128]）

一宮フランテ館へ業態転換
- 江南店（1995年（平成7年）10月6日開店[129] - 2021年8月29日閉店）

2010年3月9日にヤマナカとしての営業を終了し、2010年3月13日にザ・チャレンジハウスに業態転換したものの、2021年8月29日に閉店した。跡地には2022年2月24日にカネスエ江南西店が開店した。

###### 海部地区
- 弥富店（弥富町大字鯏浦字西武新田9-1[96]、1973年（昭和48年）7月開店[97]）

売場面積1,002m2。
義津屋との共同出店

###### 知多地区
- 東海店（東海市富木島町前田面31-1[96]、1974年（昭和49年）11月開店[97]）

売場面積1,485m2。
跡地に1992年（平成4年）10月23日にアルテ東海が開店した。
- 新舞子店（1985年（昭和60年）11月開店[131]）

跡地に1994年（平成6年）9月9日にアルテ新舞子が開店した。
- 武豊店（武豊町字口田27-2[95]、1976年（昭和51年）12月開店[87]）

売場面積1,491m2。

###### 旧愛知郡
- 日進フランテ館（愛知郡日進町栄1-201[132]、1992年（平成4年）4月24日開店[133] - 2015年（平成27年）2月1日閉店）

敷地面積約8,614m2、延べ床面積約10,472m2、駐車台数約400台。
1階が食品売り場で、2階が衣料品売り場、3階にクリニックや文化教室が入居して開業した。
跡地にフィール日進店がオープンした。
- ヤマナカホームセンター日進店（1992年（平成4年）4月24日開店[133][134] - 2000年閉店）

アルテ日進店に併設のカインズホーム日進店として開業。
現在は、コパンアトレ日進。

##### 西三河地区

###### 豊田市
- 豊田店（豊田市喜多町2-38[136]、1971年（昭和46年）9月18日開店[136][99] - 閉店）

敷地面積約1,475.06m2、鉄筋コンクリート造一部鉄骨コンクリート造地下1階地上8階建て塔屋1階、延べ床面積約9,652m2、店舗面積約6,237m2（当社店舗面積約960m2）。
長崎屋豊田店地下1階に入居して食料品売り場を担当した。
- 陣中店（豊田市陣中町1-26-8[138]、1982年（昭和57年）12月17日開店[138]）

敷地面積約10,330m2、鉄筋コンクリート造地上2階建て、延べ床面積約7,244m2、店舗面積約4,682m2（当社売場面積約2,834m2）、駐車台数約450台。
豊田フランテ館へ業態転換
- 御立店（豊田市美里5-10-8[139]、1978年（昭和53年）12月開店[87] - 2011年（平成23年）3月20日閉店）

売場面積1,270m2
跡地は解体後スギ薬局美里店、駐車場の一部がイズモ葬祭美里店となっている。

###### 西尾市
- 西尾店（西尾市北旭町8[99]、1970年（昭和45年）5月30日開店[99] - 1979年（昭和54年）閉店[102]）

売場面積約1,600m2
- 西尾駅東店（西尾市高畠町4-1[95]、1975年（昭和50年）11月7日開店[140][141][142] - 2011年（平成23年）8月16日閉店）

敷地面積約6,929m2、鉄筋コンクリート造地下1階地上4階建て塔屋2階、延べ床面積約21,664m2 → 約22,275m2、店舗面積約10,790m2（当社店舗面積約3,300m2） → 店舗面積約11,460m2（当社売場面積約1,499m2）、駐車台数約550台 → 約1,300台。
ユニー（約7,490m2 → 約6,090m2）と共に核店舗として出店していた。
地元主導型ショッピングセンター｢ファミリータウン・ミカ｣に出店。
跡地を建て替えて2014年（平成26年）3月21日にヴェルサウォーク西尾がオープンした。
ヤマナカは、近隣に2014年（平成26年）6月14日に西尾寄住店を開店している。

###### 岡崎市
- 岡崎店（岡崎市本町通1-32[26][25]、1965年（昭和40年）2月1日開店[26][25] - 1991年（平成3年）[145]）

売場面積792m2
当社のスーパーマーケット5号店で、岡田屋（後のジャスコ）の入居していたたつきビルの地下に出店していた。
1991年（平成3年）4月12日に「アルテ岡崎北店」を開店したことに伴って閉店となった。
現在はたつきビルが解体され岡崎シビコの駐車場となっている。
- 鴨田店（岡崎市鴨田町田起64[26]、1971年（昭和46年）7月17日開店[26]）

売場面積200m2
- 羽根店（岡崎市柱町下弁当8-3[95]、1977年（昭和52年）4月開店[86] - 2005年（平成17年）7月10日[要出典]閉店[広報 19]）

延べ床面積約3,777m2、売場面積約1,265m2。
「トーフクボール」跡地に開設された「羽根ショッピングセンター」の核店舗として出店していた。
土地区画整理事業に伴って閉店となった。
現在はドミー岡崎駅東店。

###### 高浜市・碧南市
- （初代）高浜店（高浜市稗田町2-1-25[86]、1971年（昭和46年）7月27日開店[99]）

売場面積約1,250m2
跡地に1993年（平成5年）7月23日に（2代目）高浜店が開店した。
- 新川店（碧南市新川町4-67[95]（旧・出岬[99]）、1970年（昭和45年）5月30日開店[99]）

売場面積約1,300m2
ユーキチとの共同出店

##### 東三河地区

###### 豊橋市
- 南栄店（豊橋市南栄町字空地24[148]、1963年（昭和38年）11月6日開店[148]）

売場面積413m2
旧マルイ南栄店。
- 東田店（豊橋市東田町151[148]、1968年（昭和43年）3月8日開店[148]）

売場面積521m2
旧マルイ東田店
- マルイ魚町店（豊橋市魚町122[150]）
- マルイ五井卸店（豊橋市下五井町宮後2[150]）

- ユーアイ店（豊橋市弥生町字東豊和123[151]、1976年（昭和51年）4月28日[152]）

敷地面積約3,948m2、鉄骨造地上2階建て塔屋1階、延べ床面積約4,650m2、店舗面積約2,788m2（当社店舗面積約1,428m2）、駐車台数約400台。
エビスヤ（約1,360m2）と共に核店舗として出店していた。
- 大清水店（豊橋市大清水町字大清水138[153]、1977年（昭和52年）12月15日開店[153] - 2000年（平成12年）10月閉店）

敷地面積約5,898m2、鉄筋コンクリート造地上2階建て、延べ床面積約1,780m2、店舗面積約4,682m2（当社売場面積約659m2）、駐車台数約200台。
- マルヨ店（豊橋市中野町字平北88-5[154]、1975年（昭和50年）3月31日[152]）

敷地面積約12,144m2、鉄骨造1階一部2階建て、延べ床面積2,803m2、店舗面積約1,997m2当社店舗面積約938m2）、駐車台数約100台。
旧マルイマルヨ店。
跡地には、2001年（平成13年）11月2日に豊橋フランテ館が開店した。
- 殿田橋店（豊橋市飯村町字西山7-174[155]、1988年（昭和63年）8月開店[156]）

駐車台数約75台。
現在はビデオインアメリカ殿田橋店。
- 仲ノ町店（豊橋市仲ノ町15[157]、1971年（昭和46年）11月開店[158]）

売場面積588m2
- 小池店（1989年（平成6年）4月11日[159] - 2006年（平成18年）3月19日[要出典]閉店[広報 19]）

売場面積498m2。
現在はセリア小池店。
- （初代）二川店（豊橋市大岩町東郷内21-15[160]、1972年（昭和47年）4月開店[87]）

売場面積438m2。
- アルテ二川店（豊橋市大岩町字久保田9-1[161]、1994年（平成6年）11月3日開店[161][162]）

売場面積2,886m2
2005年（平成17年）10月に二川フランテ館へ業態転換。

###### 豊川市
- 本野町店（豊川市本野町東浦[164]、1982年（昭和57年）5月開店[164] - ?）

敷地面積約2,665m2、売場面積658m2、駐車台数約140台。
1フロアの小型店として開店した。

###### 田原市
- （初代）田原店（渥美郡田原町大字田原字萱町3-1[165]、1976年（昭和51年）11月20日開店[165] - 1995年（平成7年）3月16日閉店[166]）

敷地面積約2,394m2、鉄骨造地上3階建て塔屋1階、延べ床面積約5,271m2、売場面積約4,359m2（当社売場面積約1,157m2）、駐車台数約190台。
白木屋がデベロッパーとなった「ショッピングプラザ シロキヤ」にオーバヤシ（約2,035m2）と共に核店舗として出店し、1階フロアの約半分を占めていた。
旧マルイ田原店、近隣に1995年（平成7年）4月1日に（2代目）田原店が開店した。

###### 蒲郡市
- 三谷店（蒲郡市三谷町若宮95-1[168]、1977年（昭和52年）3月18日開店[168]）

敷地面積約8,439m2、鉄骨造地上1階建て塔屋1階、延べ床面積約5,148m2、店舗面積約2,658m2（当社店舗面積約2,041m2）、駐車台数約450台。
「ユーキチ三谷ショッピングセンター」にユーキチ（約617m2）と共に核店舗として出店していた。

#### 静岡県
- 浜松店（浜松市千歳町91[169][170]、1969年（昭和44年）9月27日開店[170]）

敷地面積約2,454m2、鉄筋コンクリート造地下1階地上6階建て、延べ床面積約11,609m2、店舗面積約8,262.8m2（当社店舗面積353m2）。
ニチイ浜松ショッピングデパートの地下1階に食品スーパーを出店していた。

#### 岐阜県
- 岐南店（2003年（平成15年）12月開店[172] - 2010年（平成22年）11月14日閉店[広報 14]）

売場面積1,831m2
跡地には2013年（平成25年）4月10日にスーパーセンタートライアル岐南店が出店したもののこれも閉店した。その後の跡地には2019年（令和元年）8月29日にカネスエ岐南店が開店した。
- 岐阜フランテ館（2001年(平成13年)11月9日開店[176] - 2017年(平成29年)9月24日閉店[177]）

オーキッドパークに出店していた。閉店後、跡地には2021年3月17日にスーパーセンタートライアルオーキッドパーク店が開店した。

#### 三重県

##### 四日市市
- 四日市富田フランテ館（2008年（平成20年）8月29日開店[広報 26] - 2024年（令和6年）8月20日閉店[179]）

大和リースが運営する商業施設「フレスポ四日市富田」の核店舗として出店していた。

##### 鈴鹿市
- 鈴鹿店（鈴鹿市算所1-8-1[180]、1976年（昭和51年）4月19日開店[5] - 2007年（平成19年）2月14日[要出典]閉店[広報 18]）

敷地面積約33,550m2、鉄筋コンクリート造地上4階建て、延べ床面積約22,092m2、売場面積約11,888m2（当社売場面積約1,487m2）、駐車台数約1,600台。
「S.C.アイリス」がデベロッパーとなった「S.C.アイリス」に、開業時点では衣料品のニチイ（約4,270m2）や家具のタカラヤなどとの共同出店で当社が食品を担当していたと共に核店舗として出店していた。
出店していた「S.C.アイリス」は、1996年（平成8年）3月22日に増床し、「売場面積5,576m2、駐車台数1,155台」となった。
出店していたショッピングセンターの閉館に伴い、閉店した。
- エース店（鈴鹿市神戸3-16-30[182]、1982年（昭和57年）9月28日開店[182][181] - 2006年（平成18年）2月8日[要出典]閉店[広報 19]）

敷地面積約8,199m2、鉄筋コンクリート造地上2階建て、延べ床面積約5,576m2、売場面積約5,154m2（当社売場面積約3,028m2）、駐車台数約505台。
ショッピングセンター「スズカエース」（鈴鹿エース）にあかのれん（約2,126m2）と出店していた。
閉店後はオークワの「プライスカット」が入ったもののこちらも閉店した。その後ぎゅーとらが開店したものの、ぎゅーとらも2020年（令和2年）2月18日をもって閉店。同年夏に施設全体が閉鎖され、10月から解体が始まった。
- 白子店（鈴鹿市、1978年（昭和53年）12月開店[87] - 閉店時期不明）

売場面積897m2
- 磯山店（鈴鹿市磯山町、開店時期不明 - 2020年（令和2年）2月18日閉店[185]）

1993年（平成5年）10月15日に増床し、当社初のオープンモール型ショッピングセンターの「アルテ磯山」として新装開店し、2011年（平成23年）9月にザ・チャレンジハウスへ業態転換した。閉店後、跡地はバローグループが運営するホームセンターの「プロサイト鈴鹿磯山店」になった。
- 玉垣店[6]（鈴鹿市南玉垣町2981-1[188]、開店時期不明 - 2017年6月20日閉店[189]）

##### 松阪市
- 松阪店（2003年（平成15年）8月閉店）

売場面積1,450m2
- 松阪西店（松阪市田村町477-1[191]、1996年（平成8年）11月開店[191] - 2003年（平成15年）閉店）

売場面積3,400m2

##### 津市
- ヤマナカホームセンター津新町店

ホームセンター部分のみの閉店で、スーパーマーケットは当社が営業を継続している。
跡地にはDCMカーマ（現：DCM）津新町店が入居。

## 関連会社

### 連結子会社
- プレミアムサポート株式会社 - スポーツクラブの運営およびメンテナンス事業
- 株式会社アイビー - 生花販売
- サンデイリー株式会社 - 食料品製造

### 持分法適用関連会社
- アスティ開発株式会社 - 不動産管理
- 新安城商業開発株式会社 - 不動産管理

### 過去の関連会社
- アスティスポーツ株式会社 - スポーツクラブ運営
- 株式会社健康デリカ - デリカ事業とファーストフード店運営
- ヤマナカ商事株式会社 - 保険代理業